# Final Frontier
Final Frontier är den amerikanska rapparen MC Rens debutsingel, släppt den 14 september 1992 på Ruthless Records och Priority Records.

## Låtlista
- Alla låtar är skrivna av MC Ren och producerade av DJ Bobcat.

| Nr           | Titel                             | Längd |
| ------------ | --------------------------------- | ----- |
| 1.           | "Final Frontier" (Clean)          | 4:10  |
| 2.           | "The Final Frontier" (Uncensored) | 4:09  |
| Total längd: | Total längd:                      | 8:19  |

## Topplistor
| Land eller världsdel  | Högsta listplacering |
| --------------------- | -------------------- |
| Hot R&B/Hip-Hop Songs | 80                   |
| Hot Rap Songs         | 17                   |

### Webbkällor
- ”MC Ren – Final Frontier”. Discogs. https://www.discogs.com/MC-Ren-Final-Frontier/release/11020286. Läst 22 december 2018.
- ”MC Ren – Final Frontier”. AllMusic. https://www.allmusic.com/song/final-frontier-mt0008243855. Läst 22 december 2018.